# Zeewateroppervlaktetemperatuur

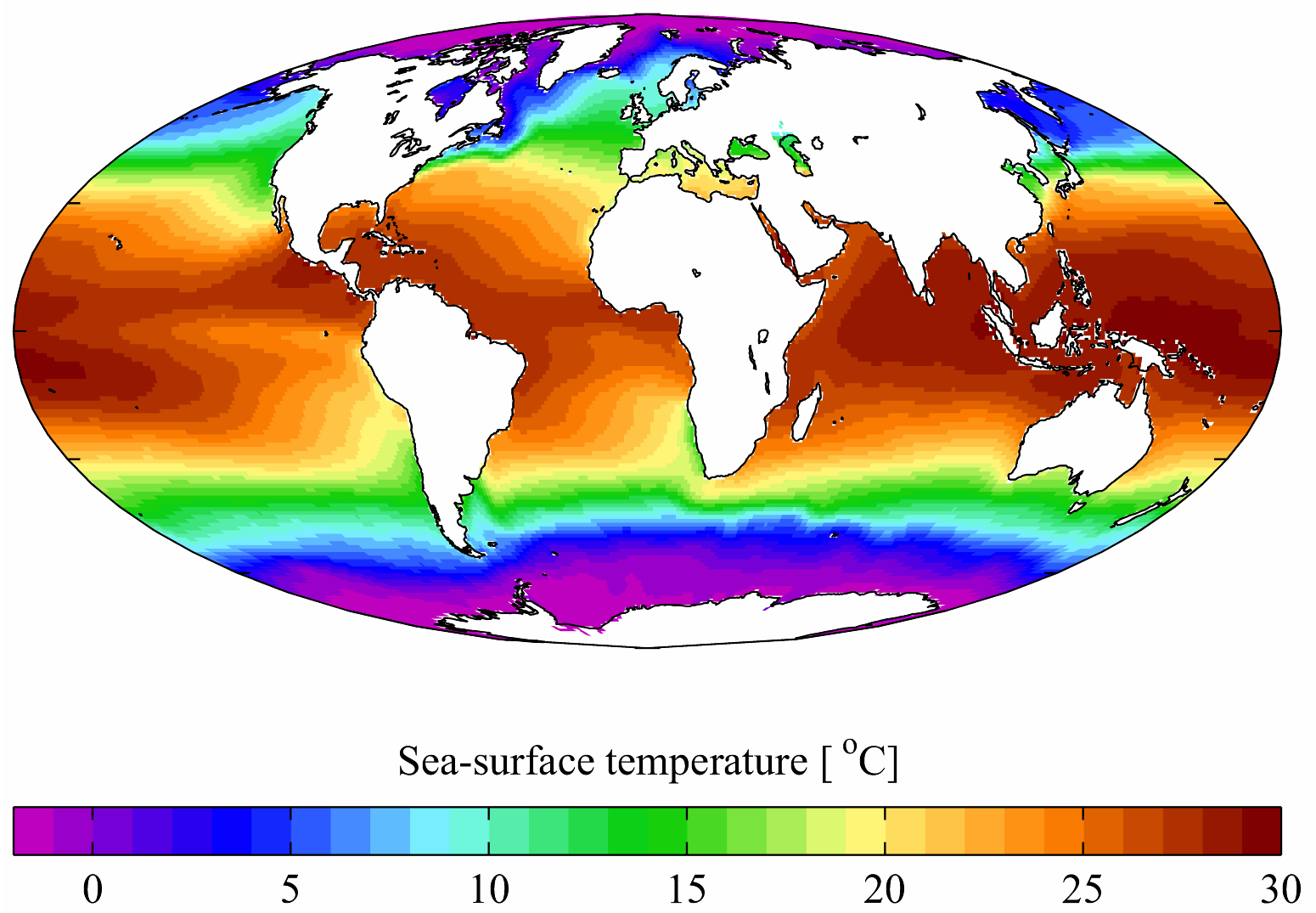
Gemiddelde zeewateroppervlaktetemperatuur

De zeewateroppervlaktetemperatuur (sea surface temperature, SST) is de temperatuur van zeewater aan de oppervlakte, afhankelijk van de meetmethode 1 millimeter tot 20 meter diep. 
Vanaf de evenaar richting de polen neemt de zeewatertemperatuur aan het oppervlak over het algemeen af. Terwijl de laagste zeewatertemperaturen worden aangetroffen in de ijsgebieden rond de poolstreken, zijn de hoogste temperaturen gemeten in vrijwel afgesloten randzeeën als de Rode Zee en de Perzische Golf, waar temperaturen voorkomen van 35°C. Dit patroon wordt echter sterk beïnvloed door de warme en koude zeestromen. Deze stromingen hebben abrupte temperatuurgrenzen.
Koud water bevat meer zuurstof en voedingsstoffen en daarmee meer organismes, iets wat duidelijk wordt bij de vissterfte door de onderbreking van de koude opwelling tijdens El Niño.
De temperatuur verloopt niet alleen met de breedte, maar ook met de diepte. Daarbij kan onderscheid gemaakt worden tussen drie lagen:
1. de oppervlaktelaag met over het algemeen een dikte van iets minder dan 200m. In deze laag is de jaarlijkse gang merkbaar die optreedt door verschillen in zonnestraling en luchttemperatuur. Op de gematigde breedten is tijdens de winter door de vele stormen de menging van de oppervlaktelaag dusdanig dat deze vrijwel isotherm is. Met de opwarming in het voorjaar ontstaat er een oppervlaktelaag waar de temperatuur met de diepte afneemt;
2. de permanente thermocline is een overgangslaag waar de temperatuur met toenemende diepte over een korte afstand zeer sterk verandert. Dit kan over enkele meters 5 à 10°C bedragen. Hierdoor zijn er boven en onder de thermocline grote verschillen in dichtheid waar onderzeeërs gebruik van maken om geluid af te schermen. De thermocline ligt op de diepte tot waar de zwaarste stormen invloed hebben. In de poolstreken ontbreekt de permanente thermocline doordat daar geen verwarming van het water plaatsvindt;
3. de diepzee onder de permanente thermocline waar de temperatuur geleidelijk afneemt met de diepte. Op dieptes van meer dan 2000m is de temperatuur in alle zeeën een paar graden boven nul of minder.

## Klimaatverandering
Uit statistisch onderzoek op basis van historische metingen van de zeewateroppervlaktetemperatuur (SST, opgetekend vanaf 1870) blijkt dat sinds 2014 op meer dan 50% van de plekken temperaturen zijn gemeten die historisch extreem zijn, tegen nauwelijks 2% in de 19e eeuw. In de Zuid-Atlantische (1998) en Indische Oceaan (2007) werd deze drempel al voor 2014 overschreden. Extreme temperaturen zijn zo in de 21e eeuw "normaal" geworden.